# Smurfit Westrock
Smurfit Westrock plc ist ein irisch-amerikanisches Unternehmen der Verpackungsindustrie, das am 5. Juli 2024 aus den Zusammenschluss der beiden vorherigen Unternehmen Smurfit Kappa und WestRock hervorgegangen ist.

## Unternehmen

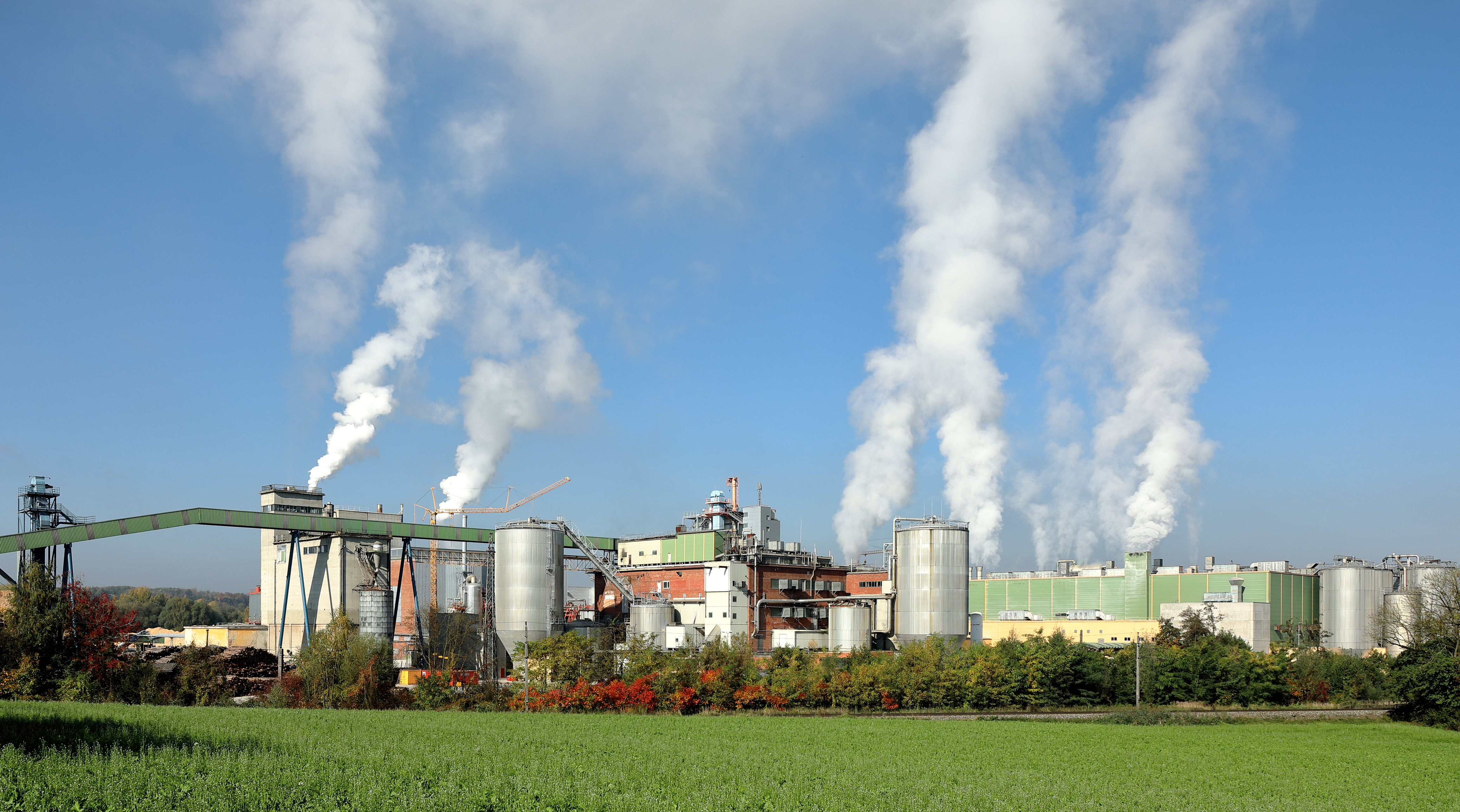
Südostansicht von Smurfit Kappa Nettingsdorf

Das neu geschaffene Unternehmen ist sowohl an der New Yorker als auch an der Londoner Börse gelistet. Smurfit Westrock ist in 40 Ländern tätig und kann auf das Know-how von über 100.000 Mitarbeitenden in über 500 Verpackungsbetrieben und 62 Papierfabriken zurückgreifen. Smurfit Westrock beschäftigt in Deutschland über 5000 Mitarbeiter an über 30 Standorten. Die Deutschlandzentrale befindet sich in Hamburg.
Das Unternehmen ist in den Geschäftsbereichen Verpackung, Papier, Recycling und Forstwirtschaft aktiv. Mit Stand vom August 2023 stellte Smurfit Kappa jährlich 12,3 Milliarden Quadratmeter Verpackungen aus Wellpappe und Vollpappe sowie Papier und Pappe in einem Volumen von etwa 8,4 Millionen Tonnen her. Dabei handelte es sich vornehmlich um Grafisches Papier und Verpackungspapier. Smurfit Kappa arbeitete gemäß dem Stand von 2023 nach eigenen Angaben etwa 8 Millionen Tonnen Altpapier pro Jahr wieder auf. Weltweit besaß das Unternehmen mehr als 67.000 Hektar Wald.
Im Juli 2024 fusionierte Smurfit Kappa mit WestRock zu Smurfit Westrock.

### Deutschland
- Recycling Dual, Mönchengladbach
- Smurfit Kappa Bag-in-Box® Liquiwell, Wülfrath
- Smurfit Kappa Deutschland, Head Office, Hamburg
- Smurfit Kappa Experience Centre, Hamburg
- Smurfit Kappa Experience Centre, Neuss
- Smurfit Kappa Experience Centre, Plattling
- Smurfit Kappa Experience Centre, St. Leon-Rot
- Smurfit Kappa Experience Centre, Waren
- Smurfit Kappa Herzberg Solid Board GmbH, Herzberg am Harz
- Smurfit Kappa Herzberger Solid Board, Herzberg am Harz
- Smurfit Kappa Herzberger Wellpappe, Herzberg am Harz
- Smurfit Kappa Hoya Paper, Hoya
- Smurfit Kappa Hoya Paper & Carton, Hoya
- Smurfit Kappa Hoya WWG
- Smurfit Kappa Machine Systems, Herzberg am Harz
- Smurfit Kappa Neuss GmbH, Neuss
- Smurfit Kappa Nordwell, Flensburg
- Smurfit Kappa Paper Sales Germany, Neuss
- Smurfit Kappa RapidCorr GmbH, Euskirchen
- Smurfit Kappa Recycling GmbH, Mönchengladbach
- Smurfit Kappa Recycling Hamburg
- Smurfit Kappa Recycling Mülheim
- Smurfit Kappa Recycling Zülpich
- Smurfit Kappa Service, Hamburg
- Smurfit Kappa Süd, Plattling
- Smurfit Kappa Süd, Neuburg/Donau
- Smurfit Kappa Süd, Zwiesel
- Smurfit Kappa Süd, Feucht
- Smurfit Kappa Wellpappe Nord, Lübeck
- Smurfit Kappa Wellpappe Nord, Schneverdingen
- Smurfit Kappa Wellpappe Nord, Lauenburg/Elbe
- Smurfit Kappa Wellpappe Sarstedt
- Smurfit Kappa Wellpappe Südwest, St. Leon-Rot
- Smurfit Kappa Wellpappe Südwest, Hanau
- Smurfit Kappa Wellpappe Südwest, Germersheim
- Smurfit Kappa Wellpappe West, Werk Brühl
- Smurfit Kappa Wellpappe West, Werk Delbrück
- Smurfit Kappa Wellpappe West, Werk Düsseldorf
- Smurfit Kappa Wellpappe West, Werk Kreuzau
- Smurfit Kappa Wellpappe West, Werk Jülich
- Smurfit Kappa Wellpappenwerk Delitzsch
- Smurfit Kappa Wellpappenwerk Lübbecke
- Smurfit Kappa Wellpappenwerk Waren GmbH, Waren
- Smurfit Kappa Wrexen Paper, Diemelstadt
- Smurfit Kappa Wrexen Paper & Board, Diemelstadt
- Smurfit Kappa Zedek, Münster
- Smurfit Kappa Zülpich Paper, Zülpich
- Smurfit Kappa euro-lok-Werk Heppenheim[8]

### Österreich
- Smurfit Kappa Nettingsdorf
- Smurfit Kappa Packaging Austria GmbH, Haid bei Ansfelden
- Smurfit Kappa Paper Sales CEE, Haid bei Ansfelden
- Smurfit Kappa Wellkart, Hörsching[9]

### Schweiz
- Smurfit Kappa Swisswell, Möhlin[10]

## Produkte
Die Produkte von Smurfit Kappa werden in der Lebensmittel- und Getränkebranche, für Gebrauchs- und Industriegüter sowie in der Papier- und Verpackungsbranche eingesetzt. Die Produkte sind den Bereichen Verpackungen, Papier für Wellpappe, Papier, Karton und Bögen, Recycling, Verpackungsmaschinen und Forstprodukte zugeordnet.

## Initiative Better Planet Packaging
2019 hat Smurfit Kappa die Initiative „Better Planet Packaging“ ins Leben gerufen. Ziel der Initiative ist es, umweltfreundliche Alternativen zur bisherigen Verpackungspraxis zu finden, mit der Verbraucher, Handel und Hersteller leben können. Das Unternehmen schaut sich dazu die gesamte Logistikkette von der Herstellung bis zum Kunden an. Durch optimierte Verpackungsprozesse und einer Effizienzsteigerung entlang der Logistikkette kann ein großer Anteil an Plastikmüll eingespart werden.

## European Green Deal
Smurfit Kappa will die Ziele des European Green Deal vor 2050 erreichen. Der Weg zu klimakonformen Verpackungen soll auf dreifache Weise erreicht werden: (1) Verpackungen müssen größenoptimiert sein: Problematische und unnötige Verpackungen sind zu vermeiden. (2) Verpackungen müssen recyclebar sein: Smurfit Kappa hat hierfür das Unternehmen Recycling Dual gegründet. Bei Verpackungen aus Papier kann der Kreislaufvorgang mindestens 25-mal wiederholt werden, bevor die Verpackungen aus recycelten Materialien nicht mehr aufbereitet werden können. (3) Verpackungen müssen unter natürlichen Bedingungen biologisch abbaubar sein, wenn sie in die Umwelt gelangen sollten: Die Verwendung erneuerbarer Rohstoffe und die Gewährleistung biologisch abbaubarer Verpackungen bedeutet, innerhalb von sechs Monaten mehr als 90 Prozent des ursprünglichen Verpackungsmaterials durch biologische Prozesse in CO2, Wasser und Mineralien umwandeln zu können.
Im Zusammenhang mit dem European Green Deal begrüßte Smurfit Kappa im November 2023, dass das EU-Parlament über die Verordnung über Verpackungen und Verpackungsabfälle (Packaging and Packaging Waste Regulation, PPWR) als Teil der Ziele des Green Deal abgestimmt hat. Laut Saverio Mayer, CEO von Smurfit Kappa Europe, sei dies ein wichtiger Schritt in Richtung Kreislaufwirtschaft, der zu einer deutlichen Reduzierung der nicht recycelten Verpackungsabfälle führt. Das Parlament habe anerkannt, dass sich die Wiederverwendung und das Recycling von Verpackungen gegenseitig ergänzen.

## Kritik
In Kolumbien kämpft die indigene Bevölkerung des Valle del Cauca gegen die Zerstörung gewachsener Wälder, gegen Monokultur-Forstwirtschaft und absinkendes Grundwasser. Für all dies machen sie Smurfit Kappa Cartón de Colombia verantwortlich. Smurfit Kappa bestreitet die Vorwürfe und sagt, dass das Unternehmen mehr als 7 Mio. US-Dollar für nachhaltige land- und forstwirtschaftliche Produktion sowie die Instandhaltung öffentlicher Straßen, die Entwicklung der Infrastruktur und andere soziale Initiativen, die den lokalen Gemeinschaften zugutekommen, investiert habe. Ein weiterer Vorwurf bezieht sich auf die Ermordung des Aktivisten Juvencio Cerquera durch vermummte Männer, die für Smurfit-Kappa gearbeitet haben sollen. Allerdings werden keine Beweise für diese Vermutung angeführt.